# Martin Kipp
Martin Kipp (* 13. Juli 1945 in Mengeringhausen) ist ein deutscher emeritierter Universitätsprofessor für Berufspädagogik.
Nach dem Besuch der Realschule in Arolsen (jetzt Kaulbachschule in Bad Arolsen) erlernte Kipp bei Max Künzel (Arolser Metallbau) das Schlosser- und Maschinenbauerhandwerk und wurde Innungs-, Kammer- und Landessieger beim Praktischen Leistungswettbewerb der Deutschen Handwerksjugend, bevor er 1967 am Hessenkolleg Frankfurt am Main die Hochschulreife erwarb. Von 1967 bis 1971 studierte er Pädagogik, Berufspädagogik, Soziologie und Psychologie an der TH Darmstadt (Magisterprüfung 1971; Promotion zum Dr. phil. 1977), um danach in Frankfurt am Main und Darmstadt in der außerschulischen Jugend- und Erwachsenenbildung zu arbeiten.
Von 1975 bis 1978 war Kipp Wiss. Mitarbeiter für Berufs- und Betriebspädagogik an der Hochschule der Bundeswehr Hamburg (jetzt Helmut-Schmidt-Universität Hamburg), von 1978 bis 1984 Akademischer Rat am Institut für Berufspädagogik der Universität Hannover, wo er sich 1983 für das Fachgebiet Berufspädagogik habilitierte. Von 1984 bis 1998 war er (als Nachfolger von Antonius Lipsmeier) Professor für Berufspädagogik an der Universität-Gesamthochschule Kassel, wo er schwerpunktmäßig den neuen Studienschwerpunkt "Berufliche Rehabilitation" mit aufgebaut hat.
Von 1998 bis 2008 war Kipp (als Nachfolger von Hermann Lange) Inhaber des Lehrstuhls für Berufspädagogik an der Universität Hamburg, wo er sich schwerpunktmäßig der Historischen Berufsbildungsforschung und der Entwicklung der ersten Internetzeitschrift bwp@ widmete.
Seither lebt er als freier Publizist und Heilpraktiker-Anwärter in Rosenfeld-Bickelsberg.

## Werke (Auswahl)
- Berufspädagogisch-historische Medienanalyse. Büchter, Karin. Oldenburg : BIS-Verl. der Carl-von-Ossietzky-Univ., 2007
- Lesebuch für Querdenker Buchmann, Ulrike. Frankfurt am Main: Ges. zur Förderung Arbeitsorientierter Forschung und Bildung, 2006
- Berufspädagogische Erkundungen. Frankfurt am Main : Ges. zur Förderung Arbeitsorientierter Forschung und Bildung, 2005
- Produktionsschulen. Bielefeld : Bertelsmann, 2004
- Tradition und Innovation. Münster : Lit, 2004
- Regionale berufliche Rehabilitation. Bielefeld : Bertelsmann, 2002
- "Berufliche Rehabilitation im Umbruch" - Konsequenzen für Berufsbilder, Ausbildung und Unterricht.  Neusäß : Kieser 2000
- Produktionsorientierung und Produktionsschulen. Bielefeld : Bertelsmann, 2000
- Innovative berufliche Rehabilitation. Bielefeld : Bertelsmann, 2000
- Jugendliche besser verstehen und ganzheitlich fördern. Bojanowski, Arnulf. - Frankfurt am Main : GAFB-Verl., 1996
- Erkundungen im Halbdunkel. Einundzwanzig Studien zur Berufserziehung und Pädagogik im Nationalsozialismus. Frankfurt am Main : GAFB, 1995, 2. Aufl.
- Kasseler berufspädagogische Impulse. Frankfurt am Main : GAFB, 1994
- Die berufliche Rehabilitation Behinderter in der ehemaligen DDR. Lange, Matthias. - Kassel : GhK, Fachbereich 2, 1993
- Paradoxien der beruflichen Aus- und Weiterbildung. Frankfurt am Main : GAFB, 1992
- Schlüsselqualifikationen in der beruflichen Rehabilitation. Alsbach/Bergstr. : Leuchtturm-Verl., 1991
- Erkundungen im Halbdunkel. Kassel : GhK, Fachbereich 2, 1990
- Quellen und Dokumente zur Beschulung der männlichen ungelernten 1869-1969. Biermann, Horst. Köln: Böhlau 1989
- Didaktische Innovationen als Folge neuer Technologien in der beruflichen Rehabilitation. Alsbach/Bergstrasse : Leuchtturm-Verl., 1989
- Arbeitspädagogik in Deutschland, Johannes Riedel. Kipp, Martin. - Hannover, Dortmund, Darmstadt, Berlin : Schroedel, 1978